# Gyiophis
Gyiophis – rodzaj węży z rodziny Homalopsidae.

## Zasięg występowania
Rodzaj obejmuje gatunki występujące endemicznie w Mjanmie.

## Systematyka

### Etymologia
Gyiophis: Ko Ko Gyi, mjanmański zoolog; οφις ophis, οφεως opheōs „wąż”.

### Podział systematyczny
Do rodzaju należą następujące gatunki:
- Gyiophis maculosus (Blanford, 1881)
- Gyiophis salweenensis Quah, Grismer, Wood, Thura, Zin, Kyaw, Lwin, Grismer & Murdoch, 2017
- Gyiophis vorisi (Murphy, 2007)